# 坦加爾登峰
72°2′S 23°17′E / 72.033°S 23.283°E
坦加爾登峰（挪威語：Tanngarden）是南極洲的山峰，位於東部南極洲的毛德皇后地，屬於南龍達訥山脈的一部分，處於維德勒山以北，海拔高度2,350米。